# Gurlan
Gurlan es una localidad de Uzbekistán, en la provincia de Corasmia.
Se encuentra a una altitud de 91 m sobre el nivel del mar. 

## Demografía
Según estimación 2010 contaba con una población de 29431 habitantes.